# Mortero M19
El mortero M19 es un arma ligera, de ánima lisa, de carga de bozal y alto ángulo de fuego para el apoyo de infantería ligera desarrollada y producida en los Estados Unidos. Ha sido reemplazado en servicio por el mortero M224 más moderno de 60 mm, que tiene un alcance mucho más largo y munición mejorada.

## Historia
El desarrollo del M19 comenzó en 1942 como el T18E6 para reemplazar al mortero M2. Era un arma muy simple y ligera, pero era demasiado imprecisa sin un montaje. Se le instaló el soporte M5 convencional para el mortero M2. Comenzó a desplegarse durante la guerra de Corea para reemplazar al M2 y vio un uso limitado en la guerra de Vietnam. Muchos M19 fueron desguazados o exportados a otros países.

## Descripción
El M19 original solo tenía una placa base M1 simple en forma de pala, dejando la elevación y el recorrido libres para el bombero. Esto, por supuesto, se encontró que era demasiado inexacto, y la infantería inicialmente rechazó el M19. Se desarrolló una nueva montura, la M5, que utilizaba una placa base convencional y un bípode con ajuste de elevación y recorrido. Esto le dio al M19 una mejor precisión, pero lo hizo más pesado que el mortero M2 con menos alcance.
El M19 disparó la misma munición utilizada en el mortero M2, que reemplazaría. El mortero de 60 mm es utilizado por la infantería para lanzar proyectiles de humo de fósforo blanco y altamente explosivos en lugares hostiles bien protegidos. El arma también puede disparar rondas de iluminación para iluminar el campo de batalla por la noche. La principal diferencia entre el M2 y el M19 era que el M2 era solo de fuego directo, mientras que el M19 podía ser disparado por gota o una bala cargada y luego disparado por un gatillo similar a una palanca en la base del tubo.

## Usuarios
- Bélgica – producido bajo licencia[1]
- Camboya
- Canadá – producido bajo licencia[1]
- Chile[2]
- Colombia[3]
- El Salvador –  Utilizado durante la Guerra Civil[4]
- Etiopía[5]
- Grecia  principalmente SF utilizado por la infantería en islas más pequeñas también[cita requerida]
- Irán[2]
- Japón –  Las Fuerzas de Autodefensa de Japón lo usó.[2]
- Lituania[cita requerida]
- Luxemburgo[cita requerida]
- México[2]
- Birmania[6]
- Panamá[7]
- Filipinas
- Tailandia
- Turquía[8]
- Estados Unidos[1]
- Vietnam del Sur[9]
- Vietnam[10]